# U-Bahnhof Odivelas

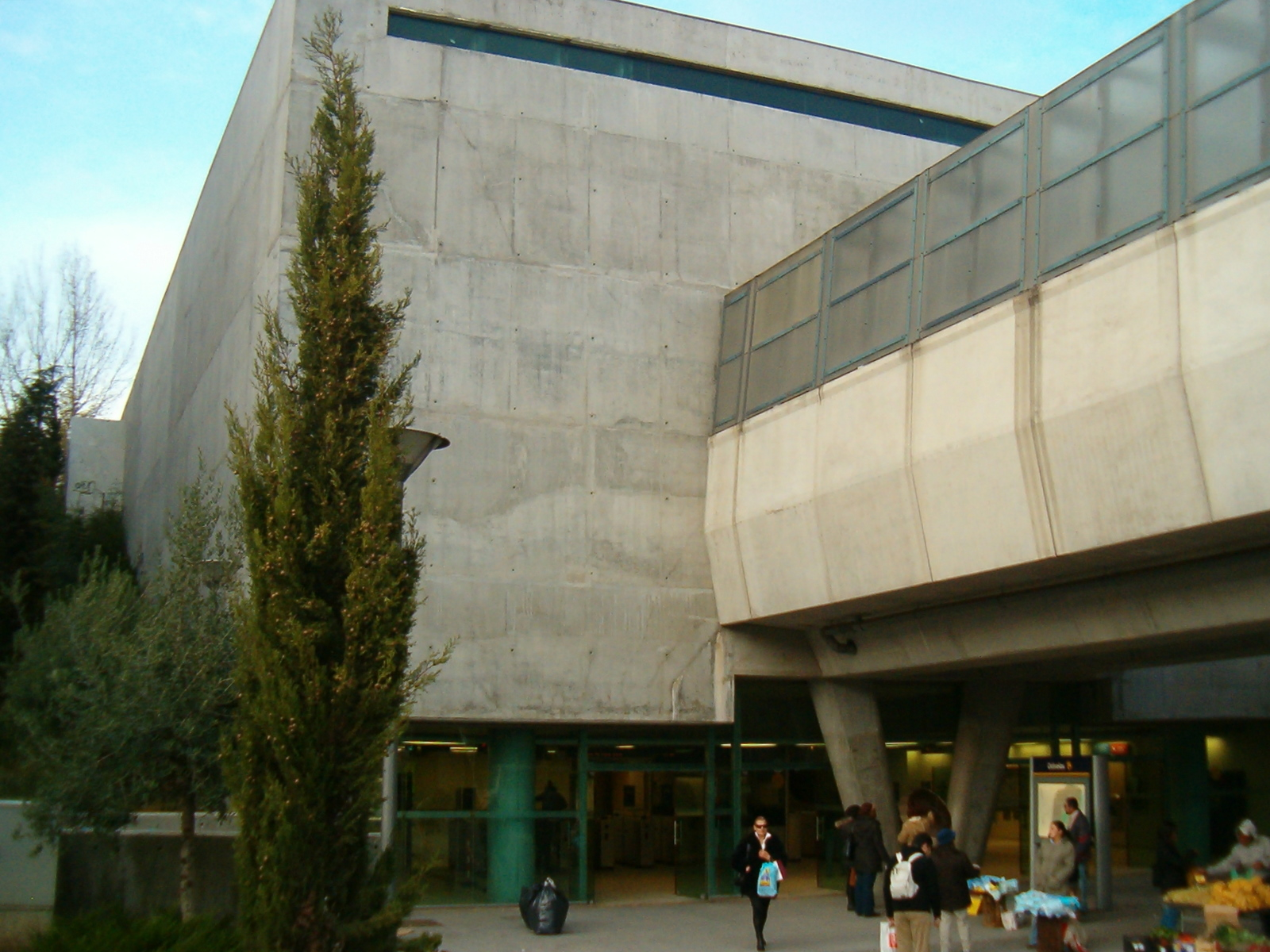
Der U-Bahnhof selbst wird zwar größtenteils mit künstlichem Licht beleuchtet, dennoch ist der Bahnhof in einem großen Betonquader oberirdisch gelegen …

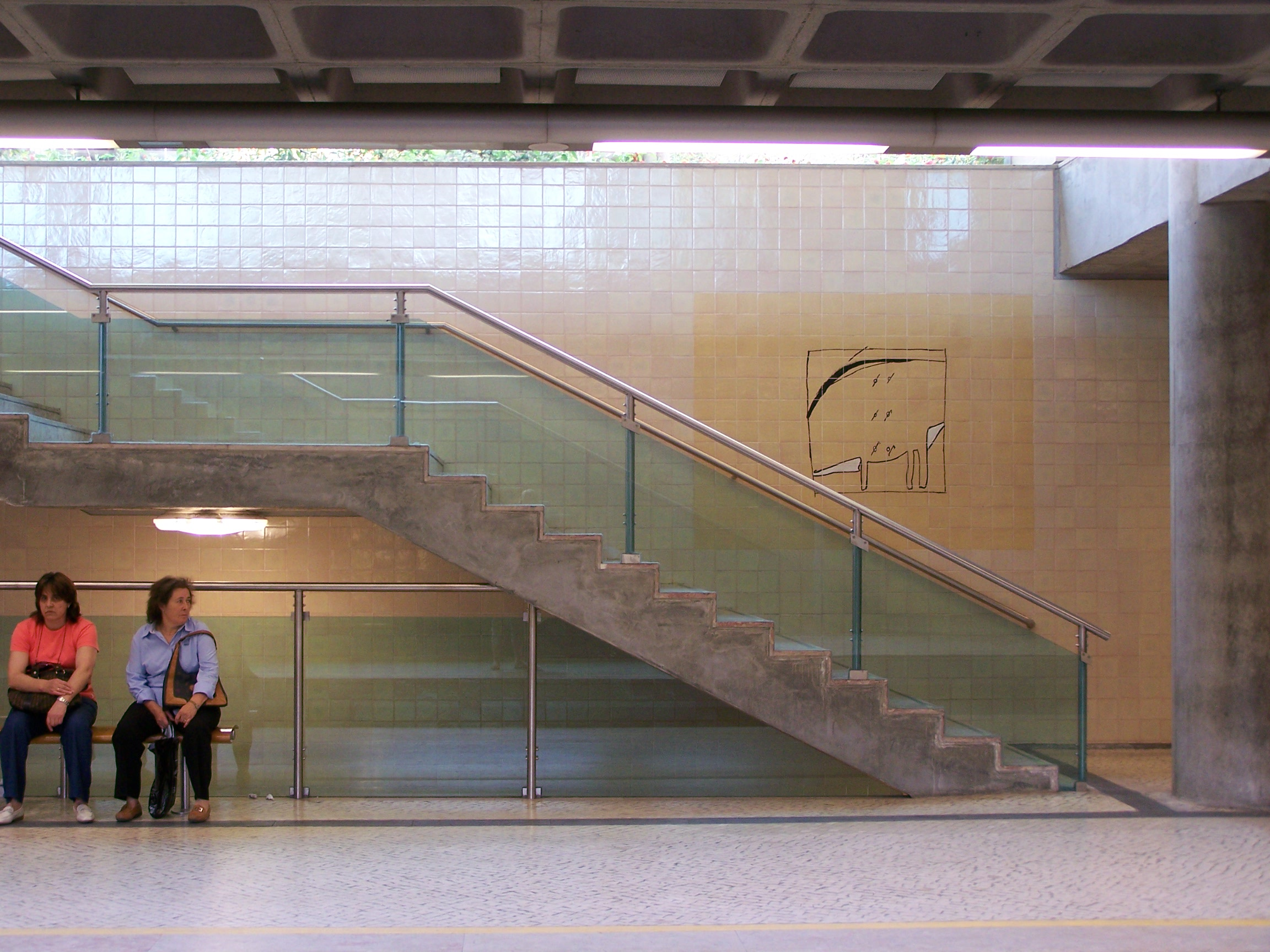
… und so scheint auch Tageslicht in den Bahnhof.

Odivelas ist ein U-Bahnhof der Linha Amarela der Metro Lissabon, des U-Bahn-Netzes der portugiesischen Hauptstadt. Der Bahnhof befindet sich parallel zur Radia del Odivelas (IC-22) zwischen der Rua Almeida Garrett und der Rua Egas Moniz und damit bereits außerhalb des Lissabonner Stadtgebietes in der Stadt gleichen Namens. Odivelas bildet den nördlichen Endpunkt der Linha Amarela, er besitzt nur einen Nachbarbahnhof (Senhor Roubado) und ging am 27. März 2004 in Betrieb.

## Geschichte
Der am 27. März 2004 in Betrieb genommene U-Bahnhof Odivelas bildet das nördliche Endstück der dritten Verlängerung der Linha Amarela in Richtung Norden. Diese wurde bevölkerungs- und verkehrspolitisch als essentiell angesehen, da, im Gegensatz zu vielen anderen Vororten Lissabons, Odivelas bis 2004 noch keine eigene Schienenanbindung in Richtung Hauptstadt besaß. Mit dem jüngsten Abschnitt der Linha Amarela, der noch vier weitere Bahnhöfe umfasst (Quinta das Conchas, Lumiar, Ameixoeira und Senhor Roubado), war dies passé.
Den Bahnhof entwarf der Architekt Paulo Brito da Silva. Obwohl die Bahnsteige nur am südlichen Ende größtenteils mit künstlichem Licht beleuchtet werden, liegt der Bahnhof selbst in einer Hochlage in einem großen Betonquader parallel zur Radial de Odivelas. Bedingt durch die große Talebene zwischen Ameixoeira und Odivelas, verkehrt die Metro auf diesem Abschnitt oberirdisch auf einem langen Viadukt. Der Bahnhof besitzt die üblichen zwei 105 Meter langen Seitenbahnsteige. Die künstlerische Gestaltung des Bahnhofs übernahm Álvaro Lapa, der verschiedene Strichzeichnungen von Körperteilen auf Fliesen entwarf.
Mittelfristig ist geplant, dass Odivelas seine Funktion als Endbahnhof verliert und die Linha Amarela gen Norden verlängert wird. Nach dem derzeitigen Planungsstand soll sich die gelbe Linie am Bahnhof Odivelas verzweigen; ein Abzweig soll in Richtung Nordwesten zum Zentrum der Gemeinde Odivelas führen. Ein weiterer Abzweig soll in Richtung Loures führen. Derzeit sind alle weitreichenden Planung aufgrund der Haushaltslage Portugals ausgesetzt.

## Verlauf
Am U-Bahnhof bestehen Umsteigemöglichkeiten zu den Buslinien der Rodoviária de Lisboa.
| Linie | Verlauf |
| ----- | --- |
|       | Odivelas – Senhor Roubado – Ameixoeira – Lumiar – Quinta das Conchas – Campo Grande – Cidade Universitária – Entre Campos – Campo Pequeno – Saldanha – Picoas – Marquês de Pombal – Rato |